# IC10
O IC 10 é um itinerário complementar de Portugal.
Quando concluído deverá ligar Santarém a Montemor-o-Novo, mas atualmente apenas se encontra construído o troço que atravessa o rio Tejo pela Ponte Salgueiro Maia, entre Santarém e Almeirim, ligando-o ao A13, à N114 e à N118.  
Todos os restantes troços encontram-se ainda numa fase preliminar do projeto, sendo provável que não avancem no curto prazo.
Existe uma parte do trajeto que está sinalizado como EN3 na saída da A1 em direção a Santarém-Centro. Está designado como IC10 até que este trajeto seja definitivamente concluído. 

## Estado dos Troços
| Troço                                                 | Situação                | km |
| ----------------------------------------------------- | ----------------------- | -- |
| A1 em direção a Santarém (centro) - Almeirim ( A 13 ) | Em serviço (11/06/2000) | 10 |
| Almeirim ( A 13 ) - Coruche                           | Em projeto              | 33 |
| Coruche - Montemor-o-Novo ( A 6 )                     | Em projeto              | 46 |

## Saídas

### Santarém – Almeirim (A13)
| Número               | Direção                                        | Estrada que liga |
| -------------------- | ---------------------------------------------- | ---------------- |
| (Saída obrigatória)  | Santarém Lisboa / NORTE                        | N114 (A1)        |
| Ponte Salgueiro Maia |                                                |                  |
| 7                    | Almeirim / Alpiarça                            | N118             |
| 6                    | Almeirim Coruche                               | N114             |
|                      | direção Salvaterra / Benavente Évora / ALGARVE | A13              |

## Relacionado
- Ponte Salgueiro Maia